# Big Island, Nunavut (James Bay)
Big Island är en ö i Kanada.   Den ligger i Jamesbukten i territoriet Nunavut, i den östra delen av landet, 1 000 km norr om huvudstaden Ottawa. Arean är 1,7 kvadratkilometer.
Terrängen på Big Island är mycket platt. Öns högsta punkt är 3 meter över havet. Den sträcker sig 1,4 kilometer i nord-sydlig riktning, och 2,0 kilometer i öst-västlig riktning.